# 基切沃市鎮

基切沃市鎮在北马其顿的位置

基切沃市鎮是北马其顿的一個市镇，行政中心为基切沃，属于西南统计区，總面積49.14平方公里，2002年人口30,138。
該市镇西北臨馬夫羅沃和羅斯圖沙市鎮，北面是戈斯蒂瓦尔市镇，東面是馬其頓布羅德市鎮和普拉斯尼察市鎮，南面是代米尔希萨尔市镇，西面是德巴尔察市镇，西边是德巴尔市镇。

## 外部連結
- 官方网站